# Датха
Датха, Дадхах, Датка (перс. دادخواه‎ — «пожелание, просьба, справедливость», то есть «радеющий о правосудии») — титул в среднеазиатских ханствах XIX века, выше бея и равный султану. Датха подчинялся только хану. Титул присваивался родовым управителям, имевшим большое влияние на своих соплеменников, наделённым даром красноречия, смелостью.
Датха принимал депеши от населения в адрес хана, сообщал ответы, распространял его указы. На дадха лежали обязанности принимать прошения к хану или эмиру. Правители областей тоже назывались датка, ибо они тоже в какой то мере отправляли правосудие, выслушали жалобы и прошения.
В Бухарском ханстве датха также являлся главою войск.